# سیارک ۱۷۰۰۲
سیارک ۱۷۰۰۲ (به انگلیسی: 17002 Kouzel، نامگذاری:1999CV54) هفده هزار و دومین سیارک کشف شده‌است که در ۱۰ فوریه ۱۹۹۹ کشف شد.
قدر مطلق سیارک برابر ۱۲.۹ است.